# Die Göttin der Vernunft
Die Göttin der Vernunft, är en operett i tre akter med musik av Johann Strauss den yngre och libretto av Alfred Maria Willner och Bernhard Buchbinder. Den framfördes första gången den 13 mars 1897 på Theater an der Wien i Wien och var Strauss sista operett.

## Historisk bakgrund
Operettens titel har en historisk bakgrund. Under den franska revolutionen infördes bland annat den nya formen av trosformen "Förnuftskult". Denna rörelse riktade sig emot den tidigare religiösa, kristendomsorienterade traditionen och framför allt mot den katolska kyrkan. Rörelsen var relativt kortlivad och hade sin höjdpunkt från slutet av 1793 till mitten av 1794. En av höjdpunkterna i rörelsen vare den så kallade "Förnuftsfesten" den 10 november 17903 i katedralen Notre-Dame i Paris, anordnad av Pierre-Gaspard Chaumette. Klimax var när en naken kvinna presenterades som "Förnuftets gudinna" (tyska: Die Göttin der Vernunft).

## Historia
Sommaren 1896 tillbringade Johann Strauss som vanligt i Bad Ischl. Den 11 juli kunde tidningarna Illustriertes Wiener Extrablatt och Fremden-Blatt gemensamt informera sina läsare att "Johann Strauss, som för närvarande är på sin årliga  sommarvistelse i [Bad] Ischl, har påbörjat komponerandet av en ny treaktsoperett. Librettot är skrivet av A.M. Willner och Bernhard Buchbinder. Maestro Strauss, som med stor kreativ glädje skriver på verket, förväntas ha fullbordat den till hösten 1897". Senare blev det känt att det nya scenverket skulle hetaDie Göttin der Vernunft. Men Strauss "stora kreativa glädje" skulle visa sig bli kortlivad. En serie av meningsskiljaktigheter uppstod mellan honom och librettisterna.  Fastän Strauss hade mottagit texten till operettens tre första musiknummer runt den 12 juli skickade Willner och Buchbinder inte det kompletta scenariot till Strauss förrän i början av augusti. När Strauss nu kunde läsa hela handlingen för första gången kände han endast avsmak för en historia som försökte dra komiska poänger från en period av antiklerikala och republikanska ideal. När han försökte dra sig hotades han med kontraktsbrott och Willner skrev bestämt till honom den 9 augusti 1896: "Herr Buchbinder vill inte på några villkor bryta kontraktet mellan oss tre... och jag för min del känner mig bunden att fortsätta följa kontraktet. Följaktligen ska jag tillåta mig att skicka ytterligare textrader till dig". Strauss var tvungen att slutföra projektet, trots sina antipatier.
Den 14 januari 1897 skrev Strauss och textförfattarna kontrakt med ledningen för Theater an der Wien och premiären bestämdes till den 10 mars. I början av mars meddelades det att premiären skjutits upp till den 16 mars, vilket senare ändrades till 10 mars och slutligen till den 13 mars. På grund av hälsoskäl uteblev Strauss från premiären men hölls informerad om operettens mottagande via telefon. Föreställningen dirigerade av Adolf Müller junior (1839-1901) och pressens kritik var blandad. Deutsche Zeitung skrev: "Påhittighet och skicklighet har båda övergivit den åldrade kompositören; vad som återstår glimtar bara förbi i några få ställen ovan banalitet". Tidningen Fremden-Blatt fastslog emellertid att "Utan tvekan kommer 'Die Göttin der Vernunft' regera under lång tid på Theater an der Wien". Profetian slog inte in och operetten försvann från repertoaren efter 36 föreställningar. Vid den tiden hade den fientliga pressen sedan länge avfärdat stycket som "Die Göttin der Unvernunft".
Strauss själv verkade inte bry sig. I ett brev till Julius Bauer (librettisten till Fürstin Ninetta) skrev han bland annat den 15 mars att han gärna skulle ha önskat längre tid för komponerandet, men ledningen för Theater an der Wien hade akut brist på lönsamma pjäser, därför hade man fordrat att det kontrakterade datumet till varje pris skulle hållas. "Nu är den fullbordad. Frid över dess aska!" Först den 18 maj såg Strauss själv Die Göttin der Vernunft och den 27 maj gavs den för sista gången. Den hade då sammanlagt spelats 36 gånger, vilket var långt mindre än vad teaterledningen hade hoppats på. I Berlin sattes operetten upp den 20 januari 1898 men inte heller där blev det någon succé. Redan den 9 februari gavs den sista föreställningen.
Egentligen blev Die Göttin der Vernunft inte fullbordad förrän till den 25:e föreställningen, som ägde rum den 6 april. Då fick operetten en ouvertyr (se Ouvertüre: Die Göttin der Vernunft) och andra akten utökades med sångvalsen "Die goldene Jugendzeit".
1909, tio år efter Strauss död, gav änkan Adèle Strauss i uppdrag till författaren Felix Salten att skriva ett nytt libretto till operetten, som då också döptes om till Reiche Mädchen. Musiken och texten till Die Göttin der Vernunft var vid den tiden inte längre bundna till varandra, så Willner omarbetade handlingen i texten och erbjöd den till Franz Lehár (som råkade bo i samma hus som Willner). Lehár tonsatte den och med titeln Greven av Luxemburg fick han en av sina största succéer. Reiche Mädchen försjönk däremot snabbt i glömska.

## Personer
| Roller                      | Stämma  |
| --------------------------- | ------- |
| Comtesse Mathilde de Nevers | sopran  |
| Överste Furieux             | tenor   |
| Kapten Robert               | tenor   |
| Bonhomme                    | tenor   |
| Ernestine                   | sopran  |
| Jacquelin                   | tenor   |
| Susette                     | sopran  |
| Sergeant Pandore            | baryton |
| Chalais                     | tenor   |
| Balais                      | tenor   |
| Calais                      | tenor   |

## Handling
Operetten utspelas i staden Châlons-en-Champagne 1794 under "Skräckväldet". 
Akt I
Jacquelin försöker utvinna pass för honom själv och Ernestine från den pompöse överste Furieux, så att de kan fly till Tyskland. Han förföljs av tre jakobiner på grund av sin politiska färg. Furieux kräver att få se Ernestine och hotar Jacquelin med avrättning om han inte för dit henne. Jacquelin säger att hon är i Paris för att delta i ceremonin "Förnuftets gudinna". Landägaren Bonhomme såg henne i Paris i den rollen och tvingades av pöbeln att ingå ett skenäktenskap med henne. Nu när han har flytt till Châlons hoppas han har undkommit henne. Grevinnan vill också fly men Furieux är på jakt efter henne. Bonhomme och Jacquelin övertalar henne att utge sig för att vara Ernestine så de kan fly. Furieux bjuder in 'Ernestine' till middag med officerarna och hoppas därmed kunna förmå henne att klä ut sig i Gudinnans utmanande klädeer. 'Ernestine' utser kapten Robert som sin beskyddare, till Furieuxs ilska.
Den riktiga Ernestine anländer med ett dekret från Nationalförsamlingen vilket ger henne kraften att utse en delegat från Châlons. Hon väljer Bonhomme. I mötet med grevinnan bedyrar Ernestine att hon inte är den äkta Gudinnan, men Bonhomme tystar henne.
Akt II
Ernestine och grevinnan grälar om Bonhomme. Robert och Furieux lägger sig i och kaptenen försvarar grevinnan från Furieuxs närmanden. Av en händelse upptäcker Furieux att Jacquelin är den efterlyste och att 'Gudinnan' är adlig. Han anklagar Robert (som egentligen är markis) för förräderi. Bonhomme för bort grevinnan och Jacquelin till sitt lantslott och hotar att arrestera Furieux om han försöker hindra dem. Ernestine distraherar alla genom att ta på sig Gudinnekläderna och dansar på bordet.
Akt III
Ernestine och Jacquelin har fått sina pass, men Ernestine ger dem till grevinnan och Robert. De båda paren gifter sig, liksom Bonhomme och Susstte (grevinnans husa).

## Musiken
- Ouvertyr
- Nr. 1 Inledning och kör: Bitte sehr Herr Offizier (Damkör)
- Nr. 2 Entrésång: Soeben hab ich inspiziert die Mannschaft (Överste Furieux)
- Nr. 3 Kommt her, kommt her! Frohe Klänge, Militär (kör)
- Nr. 3a Entrésång: Den Säbel an der Seite, das Herz am rechten Fleck (Kapten Robert)
- Nr. 4 Entrésång: In meinem Schloss behaglich saß ich (Bonhomme)
- Nr. 5 Terzettino: Wir sind die Jakobiner (Jakobinerna)
- Nr. 6 Entrésång: Ein Lied, ein Lied (Grevinnan)
- Nr. 7 Melodram: Robespierre der lose Schäker durch Vernunft regiert allein (Jaquelin)
- Nr. 8 Final I: O glaube uns charmantes Kind (Alla)
- Nr. 8a Entrésång: Als Directrice war ich ernannt soeben vom Convent (Ernestine)
- Nr. 9 Duett: Wo bin ich? Ach ist es ein Traum? (Hauptmann Robert, Grevinnan)
- Nr. 9a Solowalzer: Schöne wilde Jugendzeit (Bonhomme)
- Nr. 10 Duett: Sie sind in meinem Garten (Ernestine, Grevinnan)
- Nr. 11 Gelöbnis Szene: Bitte sehr Herr Offizier (Alla)
- Nr. 12 Duett: Als ich noch war Grisette (Jaquelin, Ernestine)
- Nr. 13 Final II: Nun denn ....Ich bins...Ich leugne nicht (Alla)
- Nr. 14 Förspel till akt III (Orkester)
- Nr. 15 Inledning och Solowalzer: Hoch, dreimal hoch des Hauses Herr! (Grevinnan, kör)
- Nr. 16 Lied: Über Felder, über Hecken (Ernestine)
- Nr. 17 Duett: Sind jung die Gatten noch an Jahren (Susette, Furieux)
- Nr. 18 Kvartett: Vorwärts, greifet zu, nur immer frisch gewagt (Grevinnan, Ernestine, Bonhomme, Robert)
- Nr. 19 Final III: Der Schöpfung Meisterstück ist der Husar (Alla)

Under många år hade familjen Strauss gjort reklam för olika kompositörers operor och operetter genom att sammanställa egna orkesterverk med teman från verken. I och med Indigo und die 40 Räuber påbörjade Johann Strauss ett liknande tillvägagångssätt men denna gång med sina egna operetter. Utifrån musiken till Die Göttin der Vernunft sammanställde han sammanlagt sex separata orkesterverk:
- Heut' ist heut', Vals, Opus 471
- Nur nicht mucken, Polka-française, Opus 472
- Wo uns're Fahne weht, Marsch, Opus 473
- Da nicken die Giebel, Polkamazurka, Opus 474
- Frisch gewagt, Galopp, Opus 475
- Göttin der Vernunft, Kadrilj, Opus 476